# 大阪狭山市立南第三小学校
大阪狭山市立南第三小学校（おおさかさやましりつみなみだいさんしょうがっこう）は、大阪府大阪狭山市にある公立小学校。かつては児童数が800人を超えたこともあったが2004年には200人以下にまで減少している。

## 沿革
- 1977年 大阪狭山市立南第一小学校（当時狭山町立）から分離開校
- 1987年 市制施行により現校名となる